# Alan M. Lovelace
Alan Mathieson Lovelace, född 4 september 1929 i Sankt Petersburg, Florida, död 18 april 2018, var en amerikansk kemist, som var ställföreträdande administratör för NASA från 2 juli 1976 till 10 juli 1981.

## Biografi
Lovelace avlade fil. kand.-examen i kemi vid University of Florida i Gainesville 1951, och en Master of Science-examen i organisk kemi 1952 vid samma universitet. Han disputerade för en filosofie doktor-examen 1954, även då i organisk kemi.
Lovelace tjänstgjorde i USA:s flygvapen 1954–1956. Därefter började han arbeta som forskare vid amerikanska flygvapnets materiallaboratorium (AFML) på Wright-Patterson Air Force Base i Dayton, Ohio, inom området oorganiska polymerer. År 1964 utsågs han till forskningschef för området höghållfasta kompositmaterial. Han avancerade därefter 1967 till laboratoriechef och slutligen till ansvarig för flygvapnets tekniska system, placerad vid centrala staben på Andrews Air Force Base i Maryland. I september 1974 lämnade han försvarsdepartementet och övergick till NASA:s administration där han var ställföreträdande administratör för från 2 juli 1976 till 10 juli 1981.
Lovelace verkade också som tillförordnad administratör i NASA i två perioder: en gång under Carteradministrationen 2 maj till 20 juni 1977 vid en vakans efter James C. Fletchers avgång, och i början av Ronald Reagans administration från 21 januari till 10 juli 1981, tills Reagans val av James M. Beggs bekräftades av kongressen.
Efter sejouren inom NASA avslutade Lovelace sin karriär med flera ledande poster inom General Dynamics åren från 1981 fram till sin pensionering.

## Utmärkelser
I juni 1981 tilldelades Lovelace Presidential Citizens Medal av USA:s president Ronald Reagan.